# Zoonavena
Zoonavena är ett släkte med fåglar i familjen seglare:
- Merinaseglare (Z. grandidieri)
- Sãotoméseglare (Z. thomensis)
- Hinduseglare (Z. sylvatica)